# Ga Taereung
Ga Taereung (Tiếng Hàn: 태릉입구역, Hanja: 泰陵入口驛) là ga trung chuyển của Tàu điện ngầm Seoul tuyến 6 và Tàu điện ngầm Seoul tuyến 7 nằm ở Gongneung 1-dong, Nowon-gu, Seoul. Nhà ga nằm gần lối vào của đền Taereung. Nhà ga này còn nằm gần khu vực súng trường quốc tế Taereung, nó nằm ở công viên giải trí Pureundongsan.

## Lịch sử
- 11 tháng 10 năm 1996: Việc kinh doanh bắt đầu với việc khai trương đoạn vào Jangam ~ Đại học Konkuk của Tàu điện ngầm Seoul tuyến 7.
- 2 tháng 5 năm 1998: Việc kinh doanh bị đình chỉ do lũ lụt do mưa lớn.
- 7 tháng 8 năm 2000: Đoạn Bonghwasan ~ Sangwolgok của Tàu điện ngầm Seoul tuyến 6 được khai trương và trở thành ga trung chuyển .
- 15 tháng 12 năm 2000: Đoạn Bonghwasan ~ Eungam khai trương cùng với việc khai trương đoạn ga vòng tròn Sangwolgok ~ Eungam của Tàu điện ngầm Seoul tuyến 6.

## Bố trí ga

### Tuyến số 6 (B2F)
| Seokgye ↑    |
| \| W/B       |
| ↓ Hwarangdae |

| Hướng Tây  | ● Tuyến 6 | ← Hướng đi Seokgye · Đại học Hàn Quốc · Samgakji · Eungam |
| Hướng Đông | ● Tuyến 6 | → Hướng đi Hwarangdae · Bonghwasan · Sinnae →             |

### Tuyến số 7 (B4F)
| Gongneung ↑ |
| \| N/B      |
| ↓ Meokgol   |

| Hướng Bắc | ● Tuyến 7 | ← Hướng đi Junggye · Nowon · Dobongsan · Jangam                      |
| Hướng Nam | ● Tuyến 7 | → Hướng đi Sangbong · Đại học Konkuk · Xe buýt tốc hành · Seongnam → |

## Xung quanh nhà ga
| Lối ra \| 나가는 곳 \| Exit \| 出口 | Lối ra \| 나가는 곳 \| Exit \| 出口 |
| ----------------------------------- | --- |
| 1                                   | Cầu Wolleung Trung tâm cộng đồng Wolgye 3-dong Trường tiểu học Hancheon |
| 2                                   | Ngã tư Taereung |
| 3                                   | Trường tiểu học Gongneung Dongil-ro |
| 4                                   | Gongneung 1-dong Chợ Dokkaebi Gongneung-dong Khu vực Hwarangdae Gongneung-dong Hyundai APT Trung tâm hỗ trợ kinh tế xã hội Nowon Bệnh viện Gangbuk Yonsei Trung tâm hỗ trợ cộng đồng làng Nowon-gu Trung tâm thủ công phụ nữ Seoul Arium                                            |
| 5                                   | Bưu điện Gongneung-dong Gyeongchunseonsup-gil |
| 6                                   | Hướng tới Gongneung 2-dong Bảo tàng Lịch sử Sinh hoạt Seoul |
| 7                                   | Trung tâm cộng đồng Muk 1-dong Khu vực Meokgol, Trung tâm An toàn Gongneung 119 Hướng Học viện Quân sự · Taereung Hướng Đại học Sahmyook, Trung tâm Phúc lợi Daun Hướng Trường bắn Quốc tế Taereung Sindo Brandyu APT, Muk-dong Shinan APT Brownstone Taereung APT, Muk-dong Xi APT |
| 8                                   | Muk 2-dong Trung tâm huấn luyện phòng thủ công dân đặc biệt Seoul Cầu Mukdong Công viên hoa hồng Jungnang Hiệp hội thể thao Nowon-gu |

## Hình ảnh

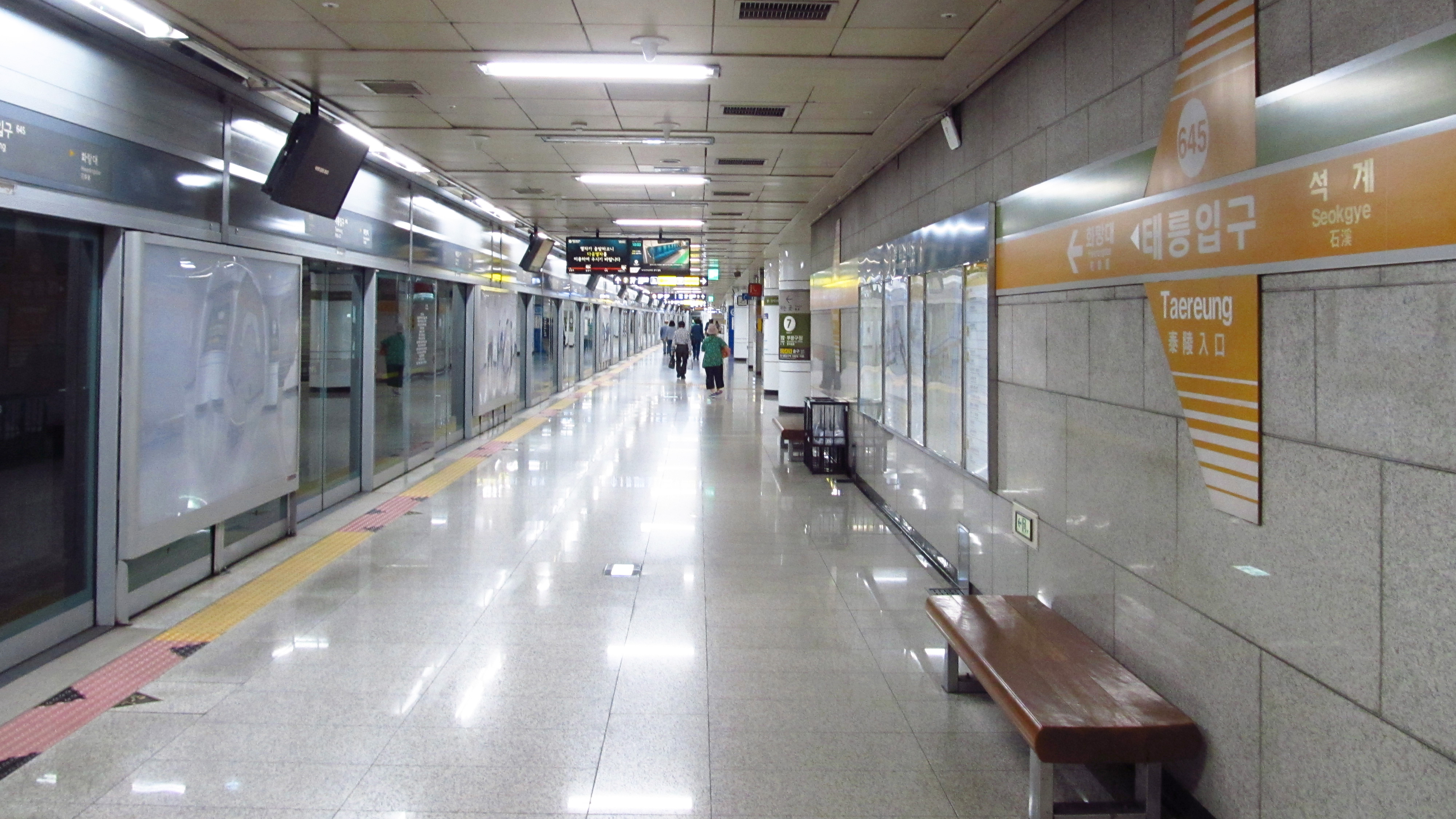
Sân ga Tuyến 6 (Tháng 9 năm 2018)
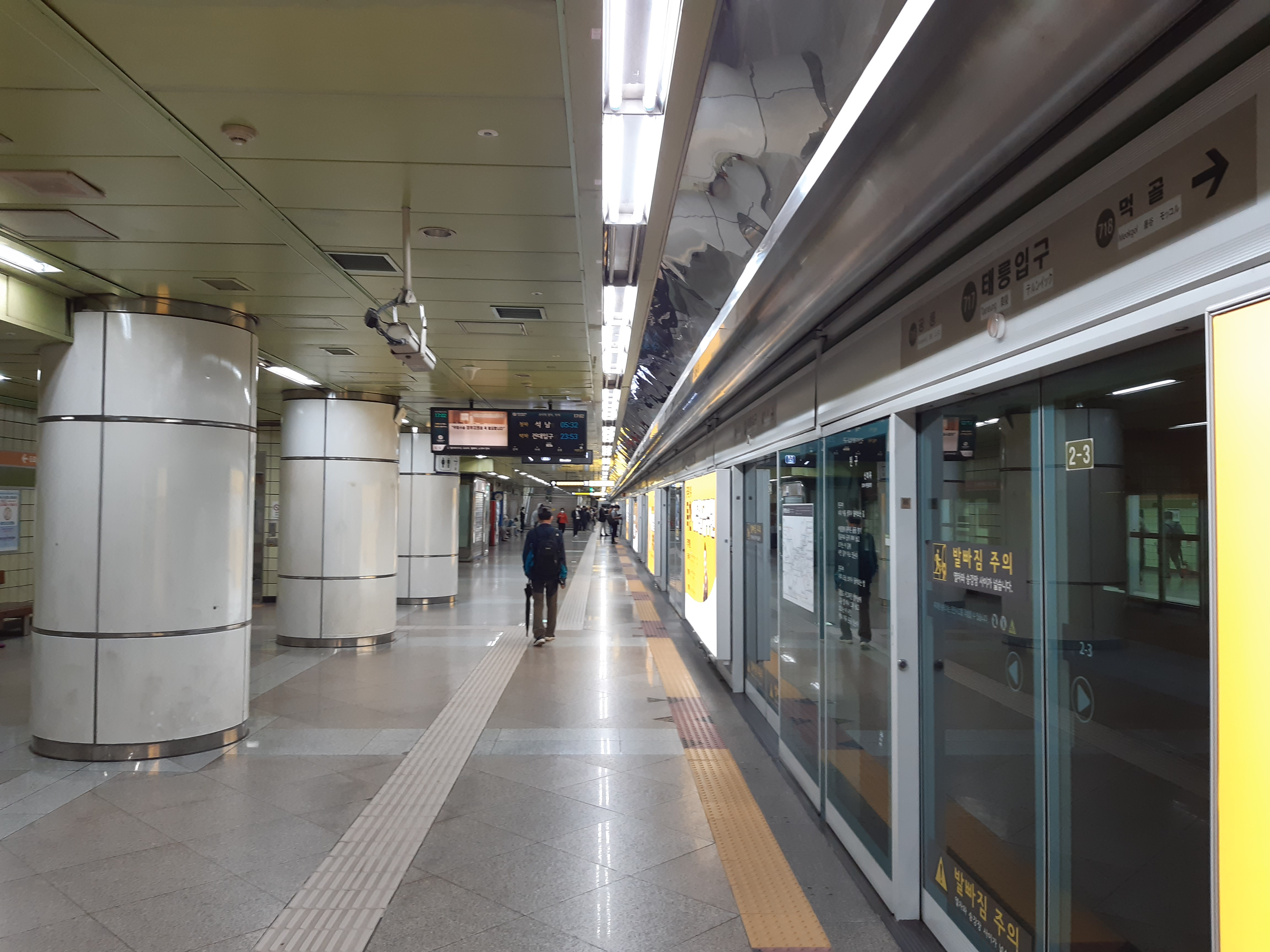
Sân ga Tuyến 7